# Heringen (Werra)
Heringen (Werra) é um município da Alemanha, situado no distrito de Hersfeld-Rotemburgo, no estado de Hesse. Tem 61,18 km² de área, e sua população em 2019 foi estimada em 7.153 habitantes.